# Anthaxia deyrollei
Anthaxia deyrollei es una especie de escarabajo del género Anthaxia, familia Buprestidae. Fue descrita científicamente por Bílý en 1998.